# 反粒子
反粒子（はんりゅうし 英: antiparticle）とは、ある素粒子（または複合粒子）と比較して、質量とスピンが等しく、電荷など正負の属性が逆の粒子を言う。特に陽電子や反陽子などの反レプトンや反バリオンをさす場合もある。
反粒子が通常の粒子と衝突すると対消滅を起こし、すべての質量がエネルギーに変換される。逆に、粒子反粒子対の質量よりも大きなエネルギーを何らかの方法(粒子同士の衝突や光子などの相互作用)によって与えると、ある確率で粒子反粒子対を生成することができ、これを対生成と呼ぶ。

## 理論

### 相対論的量子力学
相対論的量子力学においては、フェルミ粒子の振る舞いを記述する運動方程式であるディラック方程式に負のエネルギー固有値が現れるという問題があった。ポール・ディラックはこの問題に対する回答として、空孔理論を用いて「正のエネルギーを持つ反粒子が存在するせいである」とした。

### 場の量子論
場の量子論においては、ディラック方程式の解を運動量空間で展開し、負の振動モードを表す場に対して反粒子と呼ぶ。この枠組みでは、粒子と反粒子が衝突し光子に変わる、などの過程を生成消滅演算子を用いて数学的に記述することが出来る。現在の素粒子論は、場の量子論に立脚した標準模型が実験結果を非常に正確に記述することが分かっており、粒子や反粒子の散乱断面積、崩壊幅などは場の理論を用いて計算することが出来る。
数学的取り扱いにおいては、粒子が時間軸を過去に向かって進んでいるものを反粒子である、と解釈することもある（CPT定理）。

## 具体例
電子の反粒子は陽電子であり、同様に陽子には反陽子、中性子には反中性子がある（中性子は中性であるが反中性子は構成粒子であるそれぞれのクォークが反粒子であるため反粒子が存在する）。
光子では反粒子と粒子が同じで区別がない。